# Martin Heidenreich

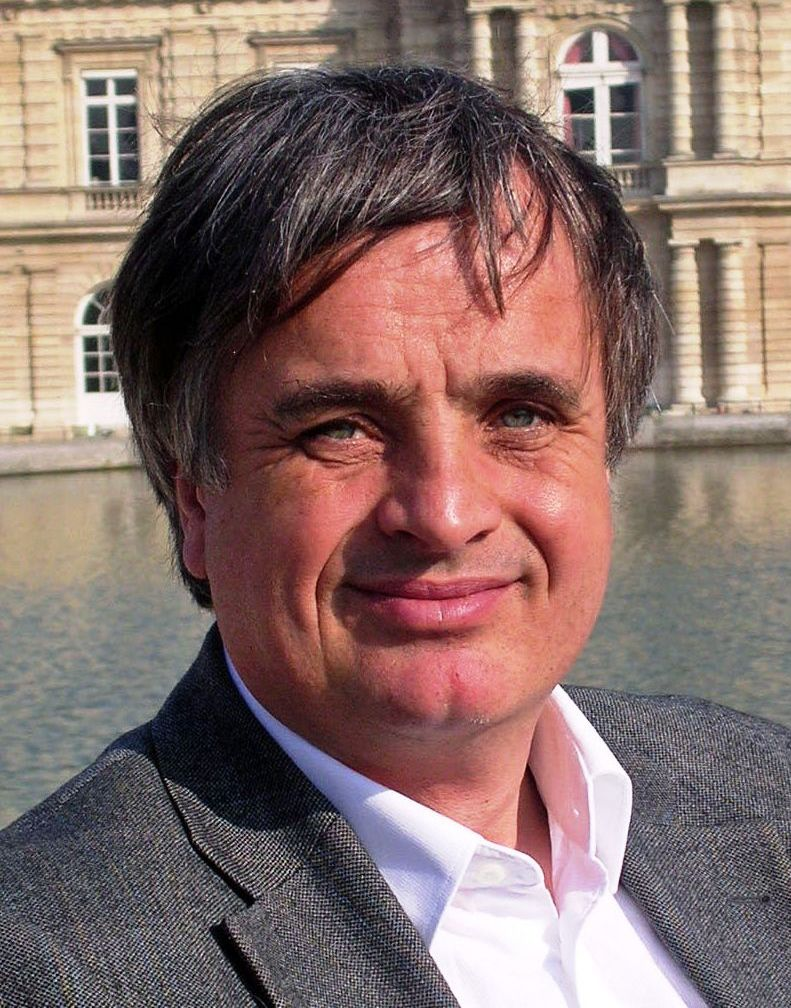
Martin Heidenreich

Martin Heidenreich (* 6. Oktober 1956 in Lübbecke) ist ein deutscher Soziologe und Hochschullehrer.

## Leben
Heidenreich legte 1975 das Abitur am Wittekind-Gymnasium Lübbecke ab. Er verweigerte den Grundwehrdienst und absolvierte den Zivildienst bei den Bodelschwinghschen Anstalten. Im Anschluss absolvierte er dort eine Ausbildung zum Krankenpflegehelfer.
Er studierte Soziologie in Bielefeld, Bologna und Paris und promovierte 1988 bei Gert Schmidt zum Thema Unternehmenspolitiken und gesellschaftlicher Kontext. Er habilitierte sich 1993 an der Fakultät für Soziologie der Universität Bielefeld, ging 2000 als Professor für Sozialwissenschaftliche Europaforschung an die Universität Bamberg und hat seit 2007 den Lehrstuhl Sozialstrukturanalyse der Bundesrepublik an der Universität Oldenburg inne. 2005 und 2007 wurde er zum Jean Monnet Chair for European Studies in Social Sciences ernannt. Seit 2008 ist er Leiter des Jean Monnet Centre for Europeanisation and Transnational Regulations Oldenburg.
Seine Arbeitsschwerpunkte sind Sozialstrukturanalyse, Organisationssoziologie, Regional-, Innovations- und Europaforschung.

## Schriften (Auswahl)
Monografien
- Nationale Muster betrieblichen Strukturwandels. Am Beispiel der französischen und bundesdeutschen Bekleidungsindustrie. Frankfurt am Main: Campus, 1990, ISBN 3-593-34275-8.
- Informatisierung und Kultur. Die Einführung und Nutzung von Informationssystemen in italienischen, französischen und westdeutschen Unternehmen. Opladen: Westdeutscher Verlag, 1995, ISBN 3-531-12583-4.
- mit Christoph Barmeyer, Knut Koschatzky, Jannika Mattes, Elisabeth Baier und Katharina Krüth: Multinational Enterprises and Innovation: Regional Learning in Networks. London: Routledge, 2012, ISBN 978-0-415-89115-8.
- Die doppelte Spaltung Europas. Territoriale und soziale Ungleichheiten als zentrale Herausforderungen der europäischen Integration. Springer VS, Wiesbaden 2022, ISBN 978-3-658-35394-0.

Herausgaben
- mit Gert Schmidt: International vergleichende Organisationsforschung. Fragestellungen, Methoden und Ergebnisse ausgewählter Untersuchungen. Opladen: Springer VS, 1991, ISBN 3-531-12202-9.
- Krisen, Kader, Kombinate. Kontinuität und Wandel in ostdeutschen Betrieben. Berlin: Edition Sigma, 1992, ISBN 3-89404-334-2.
- Innovationen in Baden-Württemberg. Baden-Baden: Nomos, 1997, ISBN 3-7890-4621-3.
- Europa nach der Osterweiterung. Europaforschung an der Universität Bamberg. Berlin: Kadmos, 2005, ISBN 3-86599-004-5.
- mit Philip Cooke und Hans-Joachim Braczyk: Regional Innovation Systems. The Role of Governance in a Globalized World. London, New York: Routledge, 2004, ISBN 0-415-30369-9. (2., grundlegend überarbeitete Auflage)
- Die Europäisierung sozialer Ungleichheit. Zur transnationalen Klassen- und Sozialstrukturanalyse. Frankfurt am Main: Campus, 2006, ISBN 978-3-593-38040-7.
- mit Jonathan Zeitlin: Changing European Employment and Welfare Regimes. The Influence of the Open Method of Coordination on National Reforms. London: Routledge, 2009, ISBN 978-0-415-48278-3.